# Persone di nome Jacqueline
| Questa pagina contiene informazioni ricavate automaticamente dalle voci biografiche con l'ausilio del template Bio e di un bot. L'aggiornamento è periodico e automatico e ricostruisce completamente la pagina. Se manca una persona in questa lista, sei pregato di non aggiungerla, ma accertati piuttosto che la sua voce biografica contenga il template Bio e che i dati anagrafici siano correttamente compilati. Se il template Bio manca, inseriscilo tu stesso o, in alternativa, metti l'avviso {{tmp\|Bio}} che ne segnala la mancanza. Se i dati riportati sono sbagliati, correggi direttamente la voce biografica; le modifiche saranno visibili in questa lista entro pochi giorni. Per chiarimenti vedi il progetto antroponimi. La lista contiene solo le 116 persone che sono citate nell'enciclopedia e per le quali è stato implementato correttamente il template Bio. Pagina aggiornata al 22 lug 2025. |

Questa è una lista di persone presenti nell'enciclopedia che hanno il nome Jacqueline, suddivise per attività principale.

## Astiste(1)
- Jacqueline Otchere, astista tedesca (Heidelberg, n. 1996)

## Astrofisiche(1)
- Jacqueline Hewitt, astrofisica statunitense (Washington, n. 1958)

## Attiviste(1)
- Jacqueline Saburido, attivista venezuelana (Caracas, n. 1978 - Città del Guatemala, † 2019)

## Attrici(24)
- Chantal Andere, attrice e cantante messicana (Città del Messico, n. 1972)
- Jacqueline Arenal, attrice cubana (L'Avana, n. 1968)
- Jacqueline Beer, attrice francese (Parigi, n. 1932)
- Jacqueline Bracamontes, attrice e ex modella messicana (Guadalajara, n. 1979)
- Jacqueline Brookes, attrice statunitense (Montclair, n. 1930 - New York, † 2013)
- Kathie Browne, attrice statunitense (San Luis Obispo, n. 1929 - Beverly Hills, † 2003)
- Jacqueline Fernandez, attrice e modella singalese (Colombo, n. 1985)
- Jacqueline Gadsden, attrice statunitense (Lompoc, n. 1900 - San Marcos, † 1986)
- Jackée Harry, attrice, cantante e comica statunitense (Winston-Salem, n. 1956)
- Jackie Hoffman, attrice statunitense (New York, n. 1960)
- Jacqueline Kim, attrice statunitense (Detroit, n. 1965)
- Jacqueline Laurence, attrice e regista teatrale francese (Marsiglia, n. 1932 - Rio de Janeiro, † 2024)
- Jacqueline Laurent, attrice francese (Brienne-le-Château, n. 1918 - Grasse, † 2009)
- Jacqueline Laurent, attrice canadese (Québec, n. 1941)
- Jacqueline Logan, attrice, ballerina e attivista statunitense (Corsicana, n. 1901 - Melbourne, † 1983)
- Jacqueline Lustig, attrice argentina (Buenos Aires, n. 1968)
- Jacqueline MacInnes Wood, attrice e cantante canadese (Windsor, n. 1987)
- Jacqueline Maillan, attrice francese (Paray-le-Monial, n. 1923 - Parigi, † 1992)
- Jacqueline McKenzie, attrice australiana (Sydney, n. 1967)
- Jacqueline Obradors, attrice statunitense (Los Angeles, n. 1966)
- Jacqueline Pierreux, attrice francese (Rouen, n. 1923 - Salins, † 2005)
- Jacqueline Sassard, attrice francese (Nizza, n. 1940 - Lugano, † 2021)
- Jacqueline Scott, attrice statunitense (Sikeston, n. 1931 - Los Angeles, † 2020)
- Jacqueline White, attrice statunitense (Beverly Hills, n. 1922)

## Aviatrici(2)
- Jacqueline Auriol, aviatrice francese (Challans, n. 1917 - Parigi, † 2000)
- Jacqueline Cochran, aviatrice statunitense (Muscogee, n. 1906 - Indio, † 1980)

## Calciatrici(1)
- Jacqueline Burns, calciatrice nordirlandese (Cookstown, n. 1997)

## Canoiste(1)
- Jacqueline Lawrence, canoista australiana (Brisbane, n. 1982)

## Canottiere(1)
- Jacqueline Zoch, ex canottiera statunitense (Madison, n. 1949)

## Cantanti(6)
- Jacqui Abbott, cantante britannica (St Helens, n. 1973)
- Jacqueline Boyer, cantante e attrice francese (Parigi, n. 1941)
- Jacqueline Dulac, cantante francese (Vichy, n. 1934)
- Jacqui McShee, cantante inglese (Londra, n. 1943)
- Jacqueline Schweitzer, cantante, compositrice e attrice francese (Parigi, n. 1934)
- Ella Endlich, cantante, attrice e conduttrice televisiva tedesca (Weimar, n. 1984)

## Cantautrici(1)
- Jakie Quartz, cantautrice francese (Parigi, n. 1955)

## Cavallerizze(1)
- Jacqueline Siu, cavallerizza hongkonghese (Hong Kong, n. 1982)

## Cestiste(10)
- Jacqueline Batteast, ex cestista statunitense (South Bend, n. 1983)
- Jackie Benítez, cestista portoricana (Tobyhanna, n. 1997)
- Jacqueline Biny, cestista francese (Marsiglia, n. 1928 - Marsiglia, † 2008)
- Jacqueline Cator, cestista francese (Parigi, n. 1934 - Parigi, † 2021)
- Jacky Chazalon, ex cestista francese (Alès, n. 1945)
- Jackie Delachet, ex cestista e allenatrice di pallacanestro francese (Marsiglia, n. 1944)
- Jacki Gemelos, ex cestista e allenatrice di pallacanestro statunitense (Stockton, n. 1988)
- Jackie Moore, ex cestista statunitense (Long Beach, n. 1979)
- Jackie Stiles, ex cestista e allenatrice di pallacanestro statunitense (Kansas City, n. 1978)
- Jacqueline Verots, cestista francese (Clermont-Ferrand, n. 1942 - Castelnau-le-Lez, † 2005)

## Costumiste(2)
- Jacqueline Durran, costumista britannica (Londra, n. 1966)
- Jacqueline West, costumista statunitense

## Discobole(1)
- Jacqueline Mazéas, discobola francese (Denain, n. 1920 - Darnétal, † 2012)

## Filologhe(1)
- Jacqueline Worms de Romilly, filologa classica e scrittrice francese (Chartres, n. 1913 - Boulogne-Billancourt, † 2010)

## First lady(1)
- Jacqueline Kennedy Onassis, first lady statunitense (Southampton, n. 1929 - New York, † 1994)

## Geografe(1)
- Jacqueline Beaujeu-Garnier, geografa francese (Aiguilhe, n. 1917 - Parigi, † 1995)

## Giavellottiste(1)
- Jacqueline Todten, ex giavellottista tedesca (Berlino, n. 1954)

## Giocatrici di beach volley(1)
- Jackie Silva, ex giocatrice di beach volley e ex pallavolista brasiliana (Rio de Janeiro, n. 1962)

## Illustratrici(1)
- Jacqueline Duhême, illustratrice e scrittrice francese (Versailles, n. 1927 - Nogent-sur-Marne, † 2024)

## Imprenditrici(3)
- Jacqueline Badran, imprenditrice e politica svizzera (Sydney, n. 1961)
- Jacqueline Mars, imprenditrice statunitense (n. 1939)
- Jacqueline Novogratz, imprenditrice e filantropa statunitense (n. 1961)

## Mezzosoprani(1)
- Jackie Evancho, mezzosoprano statunitense (Pittsburgh, n. 2000)

## Modelle(6)
- Jacqueline Aguilera Marcano, modella e personaggio televisivo venezuelana (Valencia, n. 1976)
- Jacqueline Donny, modella francese (Parigi, n. 1927 - Saint-Maur-des-Fossés, † 2021)
- Jacqueline Gayraud, modella francese
- Jacqueline Genton, modella svizzera (Losanna, n. 1931 - Ginevra, † 2015)
- Jackie Loughery, modella e attrice statunitense (New York, n. 1930 - Los Angeles, † 2024)
- Jacqueline Meirelles, modella, conduttrice televisiva e filantropa brasiliana (Cuiabá, n. 1963)

## Multipliste(1)
- Jackie Joyner-Kersee, ex multiplista, lunghista e cestista statunitense (East St. Louis, n. 1962)

## Musiciste(1)
- Jackie Fox, musicista e avvocatessa statunitense (n. 1959)

## Nobili(2)
- Jacqueline de Longwy, nobile francese (Parigi, † 1561)
- Jacqueline de la Roche, nobile

## Nuotatrici(3)
- Jacqueline Alex, ex nuotatrice tedesca orientale (Zwickau, n. 1965)
- Jacqueline LaVine, nuotatrice statunitense (Maywood, n. 1929 - † 2022)
- Jacqueline Simoneau, nuotatrice artistica canadese (Montréal, n. 1996)

## Pallanuotiste(1)
- Jacqueline Frank, ex pallanuotista statunitense (Hermosa Beach, n. 1980)

## Pattinatrici artistiche su ghiaccio(1)
- Jacqueline du Bief, ex pattinatrice artistica su ghiaccio francese (Parigi, n. 1930)

## Pattinatrici di velocità su ghiaccio(1)
- Jacqueline Börner, ex pattinatrice di velocità su ghiaccio tedesca (Wismar, n. 1965)

## Pianiste(1)
- Jacqueline Perrotin, pianista, compositrice e arrangiatrice francese (Francia - Milano, † 2019)

## Pittrici(3)
- Jacqueline Comerre-Paton, pittrice francese (Parigi, n. 1859 - Parigi, † 1955)
- Jacqueline Lamba, pittrice e decoratrice francese (Saint-Mandé, n. 1910 - Rochecorbon, † 1993)
- Jacqueline de Jong, pittrice olandese (Hengelo, n. 1939 - Amsterdam, † 2024)

## Poetesse(2)
- Jacqueline Pascal, poetessa e religiosa francese (Clermont-Ferrand, n. 1625 - Parigi, † 1661)
- Jacqueline Risset, poetessa, critica letteraria e traduttrice francese (Besançon, n. 1936 - Roma, † 2014)

## Poeti(1)
- Jackie Kay, poeta, drammaturga e scrittrice scozzese (Edimburgo, n. 1961)

## Politiche(2)
- Jacqui Smith, politica britannica (Malvern, n. 1962)
- Jackie Walorski, politica statunitense (South Bend, n. 1963 - Nappanee, † 2022)

## Registe(1)
- Jacqueline Audry, regista francese (Orange, n. 1908 - Poissy, † 1977)

## Saltatrici con gli sci(1)
- Jacqueline Seifriedsberger, saltatrice con gli sci austriaca (Ried im Innkreis, n. 1991)

## Schermitrici(3)
- Jacqueline Baudot, ex schermitrice francese
- Jacqueline Lorient, schermitrice francese (Bordeaux, n. 1928 - Bordeaux, † 2000)
- Jacqueline Thomas, ex schermitrice francese

## Sciatrici alpine(4)
- Jacqueline Hangl, ex sciatrice alpina svizzera (n. 1985)
- Jacqueline Rouvier, ex sciatrice alpina francese (Notre-Dame-de-Bellecombe, n. 1949)
- Jacqueline Thibaul, ex sciatrice alpina canadese (n. 1940)
- Jacqueline Wiles, sciatrice alpina statunitense (Portland, n. 1992)

## Scrittrici(7)
- Jacqueline Carey, scrittrice statunitense (Highland Park, n. 1964)
- Jackie Collins, romanziera e attrice britannica (Londra, n. 1937 - Beverly Hills, † 2015)
- Jacqueline Harpman, scrittrice e psicoanalista belga (Etterbeek, n. 1929 - Bruxelles, † 2012)
- Jacqueline Susann, scrittrice e attrice statunitense (Filadelfia, n. 1918 - New York, † 1974)
- Jacqueline Wilson, scrittrice britannica (Bath, n. 1945)
- Jacqueline Winspear, scrittrice inglese (Kent)
- Jacqueline Woodson, scrittrice statunitense (Columbus, n. 1963)

## Skeletoniste(1)
- Jacqueline Lölling, skeletonista tedesca (Brachbach, n. 1995)

## Storiche(2)
- Jackie Huggins, storica e attivista australiana (Ayr, n. 1956)
- Jacqueline Jones, storica statunitense (n. 1948)

## Taekwondoka(1)
- Jackie Galloway, taekwondoka statunitense (Crownpoint, n. 1995)

## Tenniste(3)
- Jacqueline Cako, tennista statunitense (Brier, n. 1991)
- Jacqueline Gallay, tennista francese (Sainte-Menehould, n. 1905 - Savennières, † 1999)
- Anne Shilcock, tennista britannica (Hartfield, n. 1932 - Sudafrica, † 2019)

## Violoncelliste(1)
- Jacqueline du Pré, violoncellista britannica (Oxford, n. 1945 - Londra, † 1987)

## Wrestler(1)
- Jacqueline Moore, ex wrestler statunitense (Dallas, n. 1964)

## Senza attività specificata(3)
- Jacqui Cooper, ex sciatrice freestyle australiana (Melbourne, n. 1973)
- Jacqueline Rayet, ex ballerina francese (Parigi, n. 1932)
- Jacqueline Félicie di Almania, medica francese (nata probabilmente a Firenze)